# Горная Улица (Могилёвский район)
Го́рная У́лица (бел. Горная Вуліца) — деревня в составе Княжицкого сельсовета Могилёвского района Могилёвской области Республики Беларусь.

## Географическое положение
Ближайшие населённые пункты: Низкая Улица, Княжицы.

## Население
- 1999 год — 42 человека
- 2010 год — 27 человек